# 過塩素酸銅(II)
過塩素酸銅(II)(Copper(II) perchlorate)は、化学式Cu(ClO4)2の無機化合物で、過塩素酸と銅の塩である。吸湿性のある結晶性の青色固体である。一般的には六水和物として見られる。X線結晶構造解析によると、この塩は、非配位性アニオンClO4-とともにw:Metal aquo complexである[Cu(H2O)6]2+となっている。

## 安全性
他の過塩素酸塩と同様に、強い酸化剤である。